# Antlers (Oklahoma)
Antlers es una ciudad ubicada en el condado de Pushmataha en el estado estadounidense de Oklahoma. En el año 2010 tenía una población de 2453 habitantes y una densidad poblacional de 345,49 personas por km².

## Geografía
Antlers se encuentra ubicada en las coordenadas 34°13′52″N 95°37′15″O / 34.23111, -95.62083 (34.230986, -95.620911).

## Demografía
Según la Oficina del Censo en 2000 los ingresos medios por hogar en la localidad eran de $17,594 y los ingresos medios por familia eran $22,684. Los hombres tenían unos ingresos medios de $24,958 frente a los $16,688 para las mujeres. La renta per cápita para la localidad era de $11,285. Alrededor del 31.6% de la población estaban por debajo del umbral de pobreza.